# Економско-трговинска школа Кикинда
Економско-трговинска школа из Кикинде државна школа која усмерује ученике ка економији и трговини.

## Историја
Државна трговачка академија формирана је 1946. године у Белој Цркви, да би потом била премештена у Кикинду, а 1948. године прерасла је у Економску школу. Главни народни одбор САП Војводине 19. августа 1947. године, доноси одлуку да се Школа из Беле Цркве премести у Кикинду.
Савет за просвету НР Србије јуна 1958. године усвојио је предлог управе среза у Кикинди и донео одлуку о отварању Економске средње школе у Кикинди. Од 1958. године ова школа два пута мења свој назив, да би од јуна 1993. године, она носила назив Економско-трговинска школа.

## Смерови
Школа одржава курсеве за пословног администратора и дактилографа.
Смерови у школској 2024/2025 години су:
- Трогодишњи смерови:

1. Конобар
2. Кувар
3. Трговац

- Четворогодишњи смерови:

1. Економски техничар
2. Финансијско рачуноводствени техничар
3. Трговински техничар